# Kean
Kean a fost un voievod al unui de al patrulea ducat din Transilvania, pe timpul venirii ungurilor în secolul X. Ducatul său vasal bulgarilor era așezat cam prin sud-estul Transilvaniei. Regele Ștefan I al Ungariei supune acest stat autorității maghiare în 1003. Kean este alungat și înlocuit cu Zoltan, ruda regelui.